# تی. رکس (گروه موسیقی)
تی.رکس (به انگلیسی: T.Rex) نام یک گروه راک انگلیسی است که در سال ۱۹۶۷ توسط مارک بولان(خواننده، گیتاریست و ترانه‌سرا) بنیان‌گذاشته شد. آن‌ها در ابتدا فعالیت‌شان را با نام تیرانوسورز رکس آغاز کردند اما بعد از انتشار ۴ آلبوم و از سال ۱۹۷۰ آثارشان را با عنوان تی.رکس منتشر کردند.
پس از آن‌که اولین آلبوم گروه-که در ژانر فولک راک ساخته شده بود-در سال ۱۹۶۸ موفق شد تا رتبهٔ پانزدهم جدول پرفروش‌ترین‌های بریتانیا صعود کند آن‌ها-زمانی که به‌عنوان یک گروه گلم راک شناخته می‌شدند- مابقی مسیر موفقیت را با آهنگ‌هایی مانند «Telegram Sam» ،«Get It On» ،«Hot Love» و «Metal Guru» پیمودند.
تی.رکس که در اوسط دههٔ ۷۰ میلادی به شهرت قابل توجهی رسیده بود، در پی مرگ بولان در سانحه تصادف رانندگی در سال ۱۹۷۷، از هم فروپاشید.

## آلبوم‌ها

### با نام تیرانوسورز رکس
| نام آلبوم                                                                                                | سال انتشار |
| --- | ---------- |
| ۱. My People Were Fair and Had Sky in Their Hair... But Now They're Content to Wear Stars on Their Brows | ۱۹۶۸       |
| ۲. Prophets, Seers & Sages – The Angels of the Ages                                                      | ۱۹۶۸       |
| ۳. Unicorn                                                                                               | ۱۹۶۹       |
| ۴. A Beard of Stars                                                                                      | ۱۹۷۰       |

### با نام تی.رکس
| نام آلبوم                                       | سال انتشار |
| ----------------------------------------------- | ---------- |
| ۱. T.Rex                                        | ۱۹۷۰       |
| ۲. Electric Warrior                             | ۱۹۷۱       |
| ۳. The Slider                                   | ۱۹۷۲       |
| ۴. Tanx                                         | ۱۹۷۳       |
| ۵. Zinc Alloy and the Hidden Riders of Tomorrow | ۱۹۷۴       |
| ۶. Bolan's Zip Gun                              | ۱۹۷۵       |
| ۷. Futuristic Dragon                            | ۱۹۷۶       |
| ۷. Dandy in the Underworld                      | ۱۹۷۷       |